# Five Islands
Le Five Islands sono un gruppo di cinque isole continentali al largo della costa del Nuovo Galles del Sud, in Australia, a est della città di Wollongong alla cui Local Government Area appartengono. Le isole formano un'area naturale protetta di 26 ettari (Five Islands Nature Reserve).

## Le isole
- Big Island, (Rabbit o Perkins[1]), ha un'area di 17,7 ha[1] e un'altezza di 16 m.
- Martin Islet, situata a sud-est di Big Island, ha un'area di 2,33 ha[1] e un'altezza di 13 m.
- Rocky Islet, si trova tra Big Island e Red Point (sulla terraferma) da cui dista 280 m; ha un'area di mezzo ettaro[1] e un'altezza di 1 m.
- Tom Thumb Islands, le due isole più settentrionali:
  - Flinder’s Islet (detta anche Toothbrush[1]), ha un'area di 2,73 ha e un'altezza di 10 m 34°27′21″N 150°55′47″E.
  - Bass Islet, ha un'area di 2,63 ha[1] e un'altezza di 10 m; dista dal continente circa 3 km 34°27′52″N 150°56′43″E.

### Fauna
Le isole hanno una grande colonia di gabbiano australiano (28 000 coppie), beccapesci veloce (1 500 coppie), berta del Pacifico, pellicano australiano (350 coppie) e pinguino minore blu (100 coppie). Offrono un buon habitat per la beccaccia di mare fuligginosa, l'uccello delle tempeste facciabianca e l'aquila pescatrice panciabianca.

## Storia
Il primo avvistamento della regione fu effettuato dal capitano James Cook nel 1770 che però non riconobbe Big Island come un'isola e la chiamò Red Point, nome che fu successivamente trasferito al punto adiacente più vicino sulla terraferma. Successivamente, George Bass e Matthew Flinders (con il giovane William Martin) esplorarono l'area nel 1796 e diedero i loro nomi alle tre isole più esterne. Tom Thumb Islands, le due isole settentrionali, portano il nome della nave della spedizione.